# Joseph Priestley

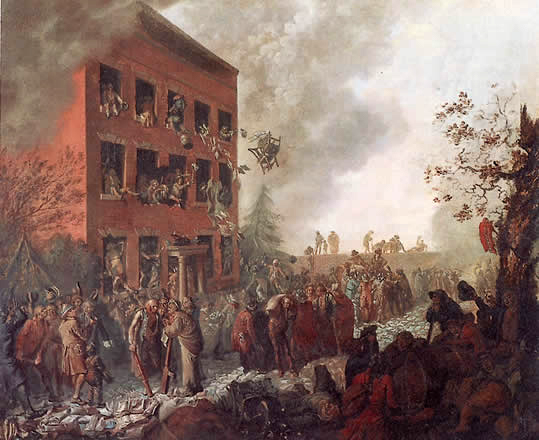
A Bastille lerombolása második
évfordulóján a tömeg elpusztította
házát, könyvtárát, laboratóriumát.

Joseph Priestley (Birstall, West Yorkshire, 1733. március 13. – Northumberland, Pennsylvania, 1804. február 6.) angol lelkész, liberális politikai filozófus, fizikus és kémikus.

## Életpályája
Leeds mellett, (West Yorkshire, Anglia) született 1733-ban. Apja textilmunkás volt. Kálvinista hitű szülei más vallások iránt is nyitottak voltak. Héber, káldeus, szír és arab nyelvet tanult egy helyi lelkésztől, majd 1752-től egy nonkonformista teológiai akadémia hallgatója volt Daventryben. Itt a kötelező tárgyak mellett történelmet, filozófiát, természettudományokat tanult.
1755-ben segédlelkész lett egy független presbiteriánus gyülekezetben.
1758-ban iskolát nyitott egy másik gyülekezetben. Ekkor kezdett érdeklődni a természettudományok iránt, a tanításhoz szemléltető kísérleti eszközöket készített. 
1761-től a Warrington Akadémián tanított nyelvet és irodalmat, új tantárgyakat vezetett be az ipari és kereskedelmi pályákra készülő diákok számára. 
1761-ben jelent meg Rudiments of English Grammar (Az angol nyelvtan alapjai) című kötete; a beszélt nyelven alapuló nyelvtankönyv ötven évig volt használatban. 
1762-ben szentelték lelkésszé, ugyanebben az évben megházasodott, négy gyermeke született. Működése által a Warrington Akadémia Anglia hasonló intézményei között a legkiválóbb lett. 
1765-ben jogi doktorátust szerzett az Edinburgh-i Egyetemen.
Évente egy hónapot töltött Londonban 1765-től, ezalatt kiváló tudósokkal, köztük Benjamin Franklinnel találkozott. Elektromos kísérleteit elismerve 1766-ban tagjává választotta a londoni Royal Society (Királyi Társaság). A következő évben Franklin biztatására könyvben foglalta össze kora ismereteit az elektromosságról, és leírta saját kísérleteit is.
1767-től a Mill Hill Chapel lelkipásztora volt Leedsben, de bőven jutott ideje írásra és kísérletezésre is. Ekkoriban a gázokat tanulmányozta; az akkor ismert három gáz (levegő, szén-dioxid, hidrogén) mellett további tíz gázt fedezett fel, köztük a nitrogén-oxidokat és a hidrogén-kloridot. Eredményeit 1772-ben a Philosophical Transactions hasábjain tette közzé. Antoine-Laurent Lavoisier francia kémikus azonnal felfigyelt az eredményekre és elméleti magyarázatot fűzött hozzájuk. 
1772-ben optikai tárgyú könyvet is írt, újabb kémiai eredményei pedig a víztisztítás és a szódavízgyártás eljárásához vezettek.
Természettudományos kísérleteivel párhuzamosan politikai gondolatait is megfogalmazta. 1769-ben írt Essay on the First Principles of Government, and on the Nature of Political, Civil, and Religious Liberty (Értekezés a kormányzás alapelveiről, valamint a politikai, polgári és vallási szabadság természetéről) c. művében az individualizmust hangsúlyozta: az embereknek legyen szava a kormányzásban, uralkodhassanak saját tetteik felett. 1772-től házitanító és könyvtáros volt a leendő miniszterelnök, a későbbi Lansdowne márki házában. 
Kísérleteit tovább folytatta, és 1773-ban elnyerte a Royal Society Copley-érmét. 
1774. augusztus 1-jén vörös higany-oxidot hevítve fedezte fel az oxigént, amelyet tőle függetlenül 1773-ban Carl Wilhelm Scheele svéd vegyész és gyógyszerész is felfedezett.
Szert tettem egy két hüvelyk átmérőjű, húsz hüvelyk fókusztávolságú lencsére, és segítségével tanulmányozni kezdtem, milyen fajta levegő válik ki a legkülönbözőbb, természetes és mesterséges úton előállított anyagokból. Sok különböző kísérlet után, 1774. augusztus elsején megkíséreltem a higany tetején képződött salakból levegőt kivonni, és azt észleltem, hogy ebből az anyagból a levegő könnyen kihajtható a lencse segítségével. Ezt a levegőt a víz nem nyelte el. Milyen nagy volt a meglepetésem, amikor észrevettem, hogy ebben a levegőben a gyertya nem mindennapian fényes lánggal ég. Hasztalan igyekeztem a jelenség magyarázatát megtalálni.
Priestley nem volt biztos abban, hogy egy addig ismeretlen gázt talált, de 1775-ben Párizsban járva tájékoztatta Lavoisier-t, aki azonnal felismerte a felfedezés jelentőségét. Lavoisier később saját kísérletei alapján megállapította az oxigén elemi jellegét és az égésben játszott szerepét (tőle származik az elnevezés is), míg Priestley élete végéig kitartott a flogisztonelmélet mellett.
A gázok tanulmányozását folytatva felfedezte az ammóniát, a kén-dioxidot, a nitrogént (amelyet 1772-ben David Rutherford is azonosított) és a szén-monoxidot. Felismerte a fény jelentőségét a növényi életben, és azt, hogy a zöld növények oxigént bocsátanak ki. Ezek az eredmények segítették Jan Ingenhousz holland orvost a fotoszintézis leírásában (1779).
1779-ben főúri pártfogóját elhagyva az "éj találkozás" gyülekezet lelkésze lett Birminghamben; ezek voltak élete legboldogabb évei. Vallási, teológiai könyveket írt. History of the Corruptions of Christianity (A kereszténység leromlásának története; 1782) című értekezésében csaknem az összes alapvető keresztény hittételt visszautasította, köztük a Szentháromságot, a predesztinációt és a Biblia isteni ihletettségét. Ez idő tájt kapcsolódott be a Lunar Society ("Hold Társaság") nevű csoport tevékenységébe, amelynek célja a tudománynak és gyakorlati alkalmazásának előmozdítása volt. Itt ismerkedett meg Erasmus Darwin orvossal, Josiah Wedgwood keramikussal és a gőzgép feltalálójával, James Watt-tal.
A francia forradalom idején már minden politikai és vallási intézmény ellenségének tartották. Védte a francia forradalom elveit, kiállt a polgári és a vallásszabadságért. A párizsi Bastille lerombolásának második évfordulóján, 1791. július 14-én, az erőszakos tömeg elpusztította házát, könyvtárát, laboratóriumát. Ezután két évig London közelében tanított. 
1793-ban újabb gyűlölethullám lobbant fel ellene, emiatt 1794-ben korábban emigrált fiait követve az Egyesült Államokba utazott. 
Amerikai évei alatt folytatta irodalmi és vallási tevékenységét, és befejezte hatkötetes keresztény egyháztörténetét (1790-1803). Barátja, levelezőtársa volt az amerikai forradalom két vezetője, John Adams és Thomas Jefferson.
1804. február 6-án Northumberlandban (Pennsylvania) halt meg.